# Jimmy Workman
Pour les articles homonymes, voir Workman.
Jimmy Workman, né le 4 octobre 1980, est un acteur américain. Il est le frère de l'actrice Shanelle Workman ainsi que de l'actrice Ariel Winter, l’interprète d'Alex Dunphy dans la sitcom Modern Family. 

## Biographie
Il est surtout connu pour son rôle de Pugsley Addams dans La Famille Addams (1991), prestation qu'il renouvelle deux ans plus tard dans Les Valeurs de la famille Addams.

## Filmographie
- 1991 : La Famille Addams (The Addams Family) : Pugsley Addams
- 1991 : Saturday Night Live : Pugsley Addams (saison 17, épisode 8)
- 1992 : La loi est la loi : Little Bud Delp (saison 5, épisode 17)
- 1992 : Christmas in Connecticut (téléfilm) : Kevin / Anthony
- 1992 : Matlock : Bully #1 (saison 6, épisode 17)
- 1993 : Late Night with Conan O'Brien (saison 1, épisode 43)
- 1993 : Les Valeurs de la famille Addams (Addams Family Values) : Pugsley Addams
- 1993 : Saturday Night Live : Max (saison 19, épisode 7)
- 1996 : Black Sheep : un ado drogué (non crédité)
- 1996 : Life with Louie (voix) (saison 2, épisode 1)
- 1998 : Pour le pire et pour le meilleur (As Good as It Gets) : Sean
- 2002 : The Biggest Fan : Matt Parker
- 2004 : To Kill a Mockumentary (vidéo) : lui-même